# Чумакова, Наталья Юрьевна
Наталья Юрьевна Чумакова (род. 14 июля 1969, Киргизская ССР) ― российский рок-музыкант, певица, журналистка, режиссёр и вдова Егора Летова, лидера группы «Гражданская оборона». С 1997 года до 2008 года играла в группе «Гражданская оборона» на бас-гитаре.

## Биография
Родилась в 1969 году в Киргизской ССР. Мать — Элеонора Илларионовна Худошина, филолог. Отец — Юрий Николаевич Чумаков, доктор филологических наук, пушкинист, исследователь русской поэзии. Семья одно время жила в Новгороде, затем перебралась в Новосибирск. По словам Натальи, она заинтересовалась рок-музыкой после просмотра фильма «Взломщик». Играла в новосибирской группе «Начальник партии».
Впервые увидела Егора Летова в 1989 году на Ленинградском рок-фестивале, а познакомилась уже в 1991 году на похоронах Янки Дягилевой, с которой Летов имел романтические отношения. Вышла замуж за Летова в 2001 году, тогда же присоединилась к Гражданской обороне в качестве басистки. Её вокал можно услышать в треке «Зачем снятся сны?», который изначально не вошёл в состав альбома «Звездопад», выпущенного в 2002 году, но был включён в него в виниловом переиздании 2011 года.
После того, как Летов умер, в 2008 году стала наследницей его лейбла ГрОб-рекордс. Переиздала два альбома ГрОба: «Поганая молодёжь» и «Инструкция по выживанию», а также два альбома группы Коммунизм: «Солдатский сон» и «Хроника пикирующего бомбардировщика» в начале 2011 года. Все из них, кроме «ИПВ», были выпущены на виниле лейблом Stanzmarke в 2011 году. «ИПВ», после решения вопроса об авторских правах с Романом Неумоевым, был выпущен в 2013 году.
В 2014 году вместе с Анной Цирлиной стала режиссёром биографического фильма «Здорово и вечно», посвящённого раннему этапу жизни и творчества Егора Летова, который был спродюсирован Борисом Хлебниковым и в том же году выпущен в прокат компанией Beat Films.
В 2018 году состоялась премьера фильма Натальи Чумаковой «Сияние обрушится вниз», посвящённого десятилетию со дня смерти Егора Летова. Фильм представляет собой запись последнего концерта «Гражданской обороны» 9 февраля 2008 года в Екатеринбурге.
В январе 2022 года Наталья объявила о планах издать все имеющиеся у неё записи проекта «Посев». К 2025 году план осуществлён.